# Villereau (Loiret)
Villereau ist eine französische Gemeinde mit 401 Einwohnern (Stand: 1. Januar 2022) im Département Loiret in der Region Centre-Val de Loire. Sie gehört zum Arrondissement Orléans, ist Teil des Kantons Pithiviers und des Gemeindeverbandes La Forêt.

## Geografie
Villereau liegt 19 Kilometer nordnordöstlich von Orléans. Südlich des Ortes breitet sich der Forêt d’Orléans, ein etwa 150.000 Hektar großes Waldgebiet, aus. Umgeben wird Villereau von den Nachbargemeinden Trinay im Norden und Nordwesten, Aschères-le-Marché im Nordosten, Neuville-aux-Bois im Osten, Bougy-lez-Neuville im Südosten sowie Saint-Lyé-la-Forêt im Süden.

## Bevölkerungsentwicklung
| 1962                       | 1968 | 1975 | 1982 | 1990 | 1999 | 2006 | 2018 |
| -------------------------- | ---- | ---- | ---- | ---- | ---- | ---- | ---- |
| 287                        | 226  | 200  | 278  | 333  | 327  | 384  | 385  |
| Quellen: Cassini und INSEE |      |      |      |      |      |      |      |

## Sehenswürdigkeiten

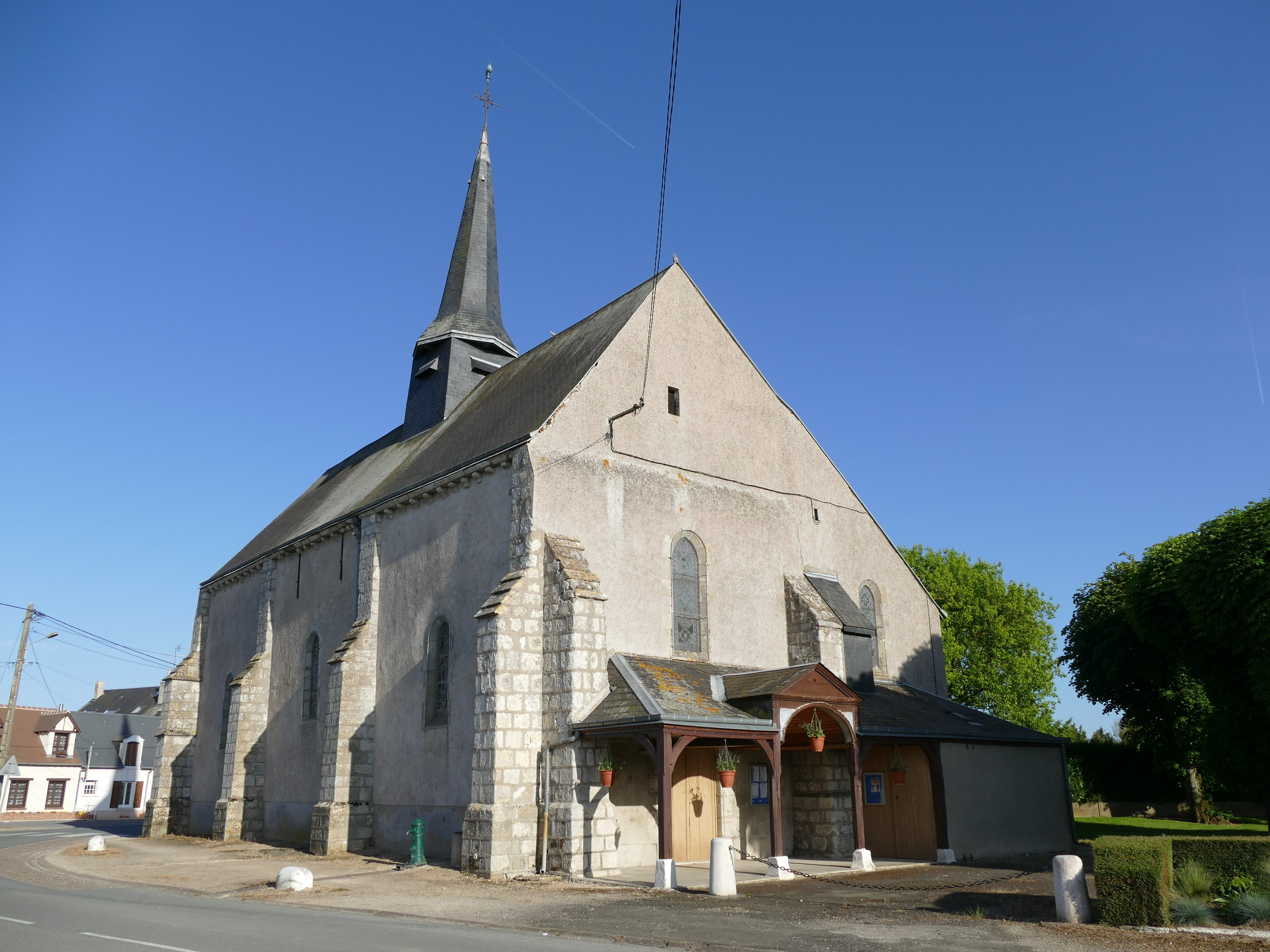
Kirche Notre-Dame

- Schloss aus dem 17. Jahrhundert
- Kirche Notre-Dame